# هبة الحرارة
هبة الحرارة أو ومضة ساخنة (بالإنجليزية: Hot flash)‏ هي شكل من أشكال الومضات بسبب انخفاض مستويات هرمون إستراديول، وتعتبر عرض من الأعراض التي قد يكون لها عدة أسباب أخرى، ولكن في كثير من الأحيان تكون ناجمة عن تغيير في مستويات الهرمونات في أثناء سن اليأس، وعادة ما تكون عبارة عن الشعور بالحرارة الشديدة مع التعرق وسرعة ضربات القلب وقد تستمر عادة من 2 إلى 30 دقيقة في كل مرة تحدث فيها.